# Terrain de sport
Pour les articles homonymes, voir Terrain.

Comparaison de différents terrains de sport (en anglais).

Un terrain de sport est une surface de jeu utilisée pour divers sports. Cette surface peut-être en extérieur ou bien à l'intérieur, dans ce dernier cas il est appelé « gymnase », en France et au Canada, ou « hall omnisports », en Belgique.

## Dimensions
Les dimensions des terrains de sport utilisant des balles sont généralement liées à la portée des balles,.

## Galerie
| Terrain de football            | Terrain de baseball         | Terrain de basket-ball      | Terrain de football gaélique |
| Terrain de cricket             | Terrain de hockey sur gazon | Terrain de hockey sur glace | Terrain de rugby à XV        |
| Terrain de patinage de vitesse | Court de tennis             | Vélodrome                   | Terrain de bandy             |